# Roser Busquets i Verdaguer
Roser Busquets i Verdaguer (Girona) és una música catalana, fundadora i directora de la Coral Saba Nova des del 1968. Llicenciada en Música en els apartats de piano, llenguatge, transposició i acompanyament, va ser professora del Conservatori de Música Isaac Albéniz de Girona des del 1957 fins al 2001.

## Biografia
Roser Busquets és filla de Rosa Verdaguer i Josep Maria Busquets, decorador amb reconeguda fama, i neboda dels germans Narcís, Lluís i Jaume Busquets. Quan Roser era petita, a seva família era propietària d'un establiment familiar d'articles de viatge. La seva afició a la música va començar quan tenia sis anys, en una petita acadèmia que el mestre Francesc Civil tenia al carrer. Als deu anys va ingressar al batxillerat a l'acadèmia Coquard, per passar a estudiar-ho a l'institut Muntaner, i s'estava a les monges escolàpies, on hi havia de superiora una germana del seu avi. Va continuar amb la música amb la monja que portava els estudis d'aquesta matèria. Quan tenia vacances tornava a casa i a la classe del mestre Civil. Després del batxillerat ja es va quedar a Girona i va acabar la carrera de música, que en aquell temps estava composta de vuit cursos de solfeig i vuit cursos de piano. Malgrat això, per aconseguir el Título superior de piano y solfeo, teoría de la música, transposición y acompañamiento calia continuar estudiant quatre cursos d'harmonia, tres d'acompanyament, fuga i contrapunt. El va obtenir el 1980.
Roser Busquets va rebre la proposta d'entrar a donar classes al Conservatori de Música de Girona per part del mestre Viader i de mossèn Geli, dos dels professors que hi havia en aquell moment, juntament amb Ramon Arnau, Francesc Civil, Josep Saló i Joan Guillaume. Les seves matèries eren solfeig i piano. Durant la seva etapa al conservatori, va viure un canvi de metodologia, aportat pel mestre Viader, que consistia a introduir el mètode de Orff, que utilitza instruments de percussió, com el xilòfon i el metal·lòfon, i la flauta dolça com a instruments "suavitzadors" de la possible duresa del solfeig per a nens petits. Amb els anys en va assumir la direcció, després cap d'estudis i l'últim any en vaig ser directora. Es va jubilar del Conservatori l'any 2001.
A part, Roser Busquets també va ensenyar a l'Escola Normal del Magisteri. En un principi, va entrar-hi per substituir provisionalment el mestre Viader, que era a Madrid a fer oposicions. Tot i això, va acabar ensenyant-hi 26 anys.
Els autors que destaca Roser Busquets en una entrevista que va fer són els seus mestres Francesc Civil i Josep Viader, i Francis Poulenc, Anton Bruckner, Verdi, Mozart, Vitoria i el gran bloc de la cançó popular catalana.